# Hilar Giebel

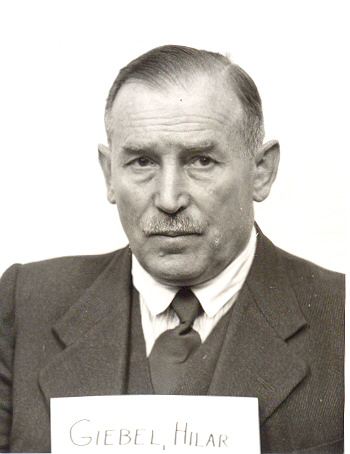
Hilar Giebel als Zeuge bei den Nürnberger Prozessen.

Hilarius „Hilar“ August Giebel (* 24. Oktober 1883 in Leimbach, Kreis Hünfeld; nach 1949) war ein deutscher Unternehmer.

## Leben und Wirken
Giebel war der Sohn des Landwirtes B. Giebel und seiner Ehefrau Theresia, geborene Kraus. Nach dem Besuch der Volksschule in Leimbach wurde er ab 1904 an der Oberrealschule in Fulda unterrichtet, die er zu Ostern 1908 mit dem Reifezeugnis verließ. Anschließend studierte er Nationalökonomie und Rechtswissenschaften an den Universitäten München, Berlin, Straßburg und Heidelberg. Zu seinen Dozenten gehörten Brentano, Lotz, Gierke, Kipp, Brunner, Adolf Wagner, Gustav v. Schmoller, von Halle, Knapp, Laband, Alfred Weber, Jellineck, Fleiner und E. Gothein.
In den 1920er Jahren erwarb Giebel sich einen Ruf als Sanierungsexperte. Während des NS-Zeit fungierte Giebel als „industrieller Berater“ der Dresdner Bank. In dieser Eigenschaft wurde er in den Vorstand der Engelhardt Brauerei delegiert und mit der Durchführung der Arisierung dieses Unternehmens betraut. Dabei ging er nach dem Urteil von Dieter Ziegler „äußerst brutal und ohne jede Rücksicht“ vor: Im Wesentlichen übernahm er durch auf Erpressung hinauslaufende Methoden die Kontrolle über die Aktienpakete der Firma von dem jüdischen Besitzer Ignatz Nachher.
Später war Giebel Inhaber der Columbia-Werke GmbH.
Nach dem Zweiten Weltkrieg trat Giebel als Zeuge bei den Nürnberger Prozessen auf.

## Schriften
- Die Finanzierung der Kaliindustrie; Hilarius August Giebel, 1912. (Dissertation)
- Aktuelle Wirtschaftsprobleme. Vortrag, gehalten im Klub der Katholischen Akademiker, Wien, am 12. Jänner 1932, 1932.